# Giacomo IV di Scozia
Giacomo IV di Scozia (Stirling, 17 marzo 1473 – Northumberland, 9 settembre 1513) è stato re di Scozia dal 1488 al 1513. Tradizionalmente ricordato come il più illustre esponente degli Stuart che sedette sul trono di Scozia, venne ucciso alla battaglia di Flodden Field divenendo l'ultimo monarca dell'isola a venire ucciso in battaglia.

## L'ascesa al trono
Giacomo Stuart nacque il 17 marzo 1473 da Giacomo III di Scozia, Steward di Scozia, e da Margherita di Danimarca probabilmente al Castello di Stirling. In qualità di erede legittimo al trono di Scozia egli venne creato Duca di Rothesay già alla nascita. Nel 1474 suo padre lo fidanzò con Cecilia di York una delle figlie di Edoardo IV d'Inghilterra, suo padre purtroppo non era un re popolare tanto che dovette fronteggiare due ribellioni durante il suo regno, i negoziati per il matrimonio e per il pagamento della dote portarono alla Cattura di Berwick, nel 1482, da parte di suo zio Alexander Stewart, da tempo in combutta con gli inglesi e Riccardo di Gloucester. In quella stessa occasione gli uomini di Giacomo III si ribellarono contro di lui e gli inglesi riuscirono ad arrivare a Edimburgo. All'età di quindici anni Giacomo venne nominato capo nominale della nazione e quando infine suo padre morì l'11 giugno 1488 nella battaglia di Sauchieburn, Giacomo gli succedette formalmente con il nome di Giacomo IV di Scozia e fu incoronato il 24 di quello stesso mese a Scone. Quando Giacomo realizzò l'indiretto ruolo giocato nella morte del padre decise di fare ammenda dei propri peccati e da quel momento scelse di indossare un cilicio.

## Il regno di scontri e cultura
Nonostante la giovane età Giacomo si dimostrò un re capace. Nel 1489 riuscì a reprimere un'altra rivolta, decise di prendere parte attiva nell'amministrazione della giustizia e nel 1493 pose il Signore delle Isole sotto il controllo della corona. Quando Perkin Warbeck fece la sua comparsa asserendo di essere uno dei figli perduti di Edoardo IV, Giacomo all'inizio lo appoggiò tanto da arrivare a invadere l'Inghilterra nel 1496 e l'anno seguente pose sotto assedio il Castello di Norham.
Nondimeno Giacomo capì che la pace era proficua per entrambe le nazioni e dunque abbandonò la politica paterna di ostilità verso l'Inghilterra, appena uscita dalla trentennale guerra delle due rose. Per questo nel 1491 stipulò con il re inglese Enrico VII d'Inghilterra una tregua quinquennale, al termine della quale, nel 1497, negoziò la pace con l'antico avversario, essendo ben più gravi le questioni di potere sorte all'interno dello stesso regno di Scozia. La nuova alleanza fu suggellata dal matrimonio, avvenuto nel 1503, con Margherita Tudor, figlia di Enrico VII Tudor, matrimonio che fece guadagnare agli Stuart il diritto di successione al trono inglese.
Il matrimonio però non fu certo felice: Giacomo era un amante delle belle donne e tradiva continuamente la moglie, che mal soffrendo l'infedeltà coniugale del marito, scriveva di continuo al padre lamentandosi della sua situazione. Riuscì a dare alla luce sei figli, dei quali solo uno sopravvisse, il futuro Giacomo V di Scozia.
Dal punto di vista culturale Giacomo era un vero principe del Rinascimento con un interesse particolare per le materie scientifiche. Egli donò una concessione reale all'Incorporation of Surgeons and Barbers di Edimburgo nel 1506 e trasformò il Castello di Edimburgo in una delle più famose fonderie di armi e l'anno dopo fu ben felice di veder installata la prima stampatrice scozzese. Giacomo rimodernò il Falkland Palace e i castelli di Stirling ed Edimburgo. Egli era anche un patrono delle arti, comprese diverse figure letterarie scozzesi fra cui diversi Makar (termine scozzese che indica poeti o bardi che spesso lavoravano a corte) le cui opere trasmettono un vivido quadro della vita culturale di quel periodo. Fra gli uomini posti sotto la sua protezione si ricordano William Dunbar, Walter Kennedy, Robert Henryson e Gavin Douglas, il primo a tradurre l'Eneide in lingua inglese. Giacomo era anche un discreto conoscitore delle lingue straniere e fu l'ultimo sovrano conosciuto a parlare il gaelico scozzese.
A maggio del 1493 John Islay, Conte di Ross, Signore delle Isole, venne destituito dal Parlamento di Scozia e il re in persona si recò al castello di Dunstaffnage dove i capi dell'ovest gli sottomisero, anche John si arrese e venne portato a corte prima di andare a vivere presso l'abbazia di Paisley. A quel punto le Highlands e le relative Isole ricaddero sotto il diretto controllo del nipote di John, Domhnall Dubh, egli quale possibile pretendente alla Signoria era pacifico, ma l'altro nipote, Alexander MacDonald, invase il Ross prima di essere ucciso nel 1497.
A ottobre del 1496 il concilio reale decise che i capi clan sarebbero stati ritenuti direttamente responsabili dei crimini avvenuti sulle isole, tale provvedimento però era destinato a essere senza utilità e dopo che l'Atto di revocazione del 1498 andò a minare l'autorità dei capo clan la loro resistenza al governo centrale aumentò. Nell'estate di quell'anno Giacomo attese presso il castello di Kilkerran, al Campbeltown Loch, per ridare gli statuti ai capiclan, ma furono in pochi a presentarsi. All'inizio fu dato incarico ad Archibal Campbell, II conte di Argyll (morto 9 settembre 1513), di riempire il vuoto di potere e di rafforzare l'autorità regia, ma i suoi successi vennero limitati dagli scontri che lo videro coinvolto con il cognato Torquil MacLeod. A Torquil venne ordinato di consegnare Domnhall Dubh al sovrano presso Inverness nel 1501, ma egli non si presentò mai.
Dopo questa sfida le sue terre vennero date ad Alexander Gordon, III conte di Huntly (morto 1524) che raccolse un esercito nella regione del Lochaber e si affrettò a ripulire le terre ereditate dai precedenti proprietari per rimpiazzarli con altri di sua fiducia.
Dopo il parlamento del 1504 una flotta salpò dall'Ayr per recarsi ad attaccare il castello di Cairnburgh dove si pensava che una parte del clan MacLean stesse tenendo Dubh in custodia. Giacché l'assedio andava per le lunghe Giacomo spedì il maestro d'armi presso la nave di Robert Barton (morto 1540) e poi da James Hamilton, I conte di Arran con più provviste e artiglieria. Alla fine il castello cadde in quello stesso anno, ma Dubh rimase libero.
A settembre del 1507 Torquil venne catturato presso il villaggio di Stornoway, Dubh venne preso e tenuto in prigione per il resto della vita, mentre Torquil morì in esilio nel 1511. Il conte di Huntly venne largamente ripagato per i disturbi che si era preso, eventualità cui Giacomo era pronto.

## La fine in battaglia
Giacomo IV, energico e colto, contribuì al progresso del regno, ma nel 1509, con l'ascesa al trono di Enrico VIII la sua posizione si indebolì enormemente, e pertanto decise di riportare in auge l'Auld Alliance con la Francia. Quando nel 1513 infatti il re inglese, in ottemperanza agli accordi della Lega di Cambrai, in chiave anti - francese, partì per una campagna militare in Francia, Giacomo IV, per preservare gli interessi del re Luigi XII di Francia, approfittando dell'assenza del re, invase l'Inghilterra con 30.000 uomini.
Il casus belli fu fornito dall'uccisione di Robert Kerr, un guardiano del confine scozzese orientale, ucciso nel 1508 da John Heron detto Il bastardo. Le forze scozzesi furono affrontate il 9 settembre nella battaglia di Brankston Hill, presso Flodden, dall'esercito inglese guidato da Thomas Howard, conte di Surrey, forte di 26.000 soldati. La vittoria arrise agli inglesi e provocò la sconfitta di Giacomo, che cadde sul campo di battaglia. In seguito i suoi abiti insanguinati furono inviati da Caterina d'Aragona, moglie di Enrico VIII e reggente in sua assenza, al marito impegnato in Francia con la notizia della vittoria. Alla sua morte gli succedette il figlio primogenito Giacomo V.

## Matrimonio e discendenza
Il 10 dicembre 1502 presso la Cattedrale di San Mungo Giacomo sposò Margherita Tudor. I due ebbero sei figli:
- Giacomo, duca di Rothesay (21 febbraio 1507 – 27 febbraio 1508);
- una figlia (nata e morta il 15 luglio 1508, nel Palazzo di Holyrood);
- Arturo, duca di Rothesay (20 ottobre 1509 – 14 luglio 1510)
- Giacomo V di Scozia (1510 - 1542), re di Scozia;
- una figlia, nata prematura (nata e morta nel novembre 1512, nel Palazzo di Holyrood);
- Alessandro, duca di Ross (30 aprile 1514 – 18 dicembre 1515).

Ebbe inoltre numerosi figli illegittimi.  
Nati da Marion Boyd:  
- Alexander Stewart (1493 - 1513), arcivescovo di St. Andrew e Gran Cancelliere di Scozia;
- Catherine Stewart (1495 - 1554), sposò James Douglas, III conte di Morton, con discendenza, tre figlie: Margaret, Beatrix ed Elizabeth.

Nati da Margaret Drummond:  
- Margaret Stewart (nata nel 1498), si sposò tre volte, con discendenza da tutti i matrimoni.

Nati da Janet Kennedy:  
- James Stewart, I conte di Moray (1500 - 1544), sposò Elizabeth Campbell, con discendenza.

Nati da Isabel Stewart: 
- Janet Stewart (17 luglio 1502 - 20 febbraio 1562), sposò Malcolm Fleming, III Lord Fleming, con discendenza; e fu fra le amanti di Enrico II di Francia, da cui ebbe un figlio.

## Ascendenza
|                                 |                       |                                | Genitori                                  |  |  | Nonni |  |  | Bisnonni            |  |  | Trisnonni             |  |
|                                 |                       |                                |                                           |  |  |       |  |  | Giacomo I di Scozia |  |  | Roberto III di Scozia |  |
|                                 |                       |                                |                                           |  |  |       |  |  | Giacomo I di Scozia |  |  | Roberto III di Scozia |  |
|                                 |                       | Annabella Drummond             |                                           |  |  |       |  |  | Giacomo I di Scozia |  |  |                       |  |
| Giacomo II di Scozia            |                       |                                |                                           |  |  |       |  |  | Giacomo I di Scozia |  |  |                       |  |
|                                 |                       | Giovanna Beaufort              | John Beaufort, I conte di Somerset        |  |  |       |  |  |                     |  |  |                       |  |
|                                 |                       | Giovanna Beaufort              | John Beaufort, I conte di Somerset        |  |  |       |  |  |                     |  |  |                       |  |
|                                 |                       | Giovanna Beaufort              | Margaret Holland                          |  |  |       |  |  |                     |  |  |                       |  |
| Giacomo III di Scozia           |                       | Giovanna Beaufort              |                                           |  |  |       |  |  |                     |  |  |                       |  |
|                                 |                       | Arnoldo di Egmond              | Giovanni II di Egmond                     |  |  |       |  |  |                     |  |  |                       |  |
|                                 |                       | Arnoldo di Egmond              | Giovanni II di Egmond                     |  |  |       |  |  |                     |  |  |                       |  |
|                                 |                       | Arnoldo di Egmond              | Maria di Arkel                            |  |  |       |  |  |                     |  |  |                       |  |
| Maria di Gheldria               |                       | Arnoldo di Egmond              |                                           |  |  |       |  |  |                     |  |  |                       |  |
|                                 |                       | Caterina di Kleve              | Adolfo I di Kleve                         |  |  |       |  |  |                     |  |  |                       |  |
|                                 |                       | Caterina di Kleve              | Adolfo I di Kleve                         |  |  |       |  |  |                     |  |  |                       |  |
|                                 |                       | Caterina di Kleve              | Maria di Borgogna                         |  |  |       |  |  |                     |  |  |                       |  |
| Giacomo IV di Scozia            |                       | Caterina di Kleve              |                                           |  |  |       |  |  |                     |  |  |                       |  |
|                                 | Dietrich di Oldenburg | Cristiano V di Oldenburg       |                                           |  |  |       |  |  |                     |  |  |                       |  |
|                                 | Dietrich di Oldenburg | Cristiano V di Oldenburg       |                                           |  |  |       |  |  |                     |  |  |                       |  |
|                                 | Dietrich di Oldenburg | Agnes di Holstein              |                                           |  |  |       |  |  |                     |  |  |                       |  |
| Cristiano I di Danimarca        | Dietrich di Oldenburg |                                |                                           |  |  |       |  |  |                     |  |  |                       |  |
|                                 |                       | Helvig di Schauenburg          | Gerardo IV, conte di Holstein             |  |  |       |  |  |                     |  |  |                       |  |
|                                 |                       | Helvig di Schauenburg          | Gerardo IV, conte di Holstein             |  |  |       |  |  |                     |  |  |                       |  |
|                                 |                       | Helvig di Schauenburg          | Caterina Elisabetta di Brunswick-Lüneburg |  |  |       |  |  |                     |  |  |                       |  |
| Margherita di Danimarca         |                       | Helvig di Schauenburg          |                                           |  |  |       |  |  |                     |  |  |                       |  |
|                                 |                       | Giovanni l'Alchimista          | Federico I di Brandeburgo                 |  |  |       |  |  |                     |  |  |                       |  |
|                                 |                       | Giovanni l'Alchimista          | Federico I di Brandeburgo                 |  |  |       |  |  |                     |  |  |                       |  |
|                                 |                       | Giovanni l'Alchimista          | Elisabetta di Baviera-Landshut            |  |  |       |  |  |                     |  |  |                       |  |
| Dorotea di Brandeburgo-Kulmbach |                       | Giovanni l'Alchimista          |                                           |  |  |       |  |  |                     |  |  |                       |  |
|                                 |                       | Barbara di Sassonia-Wittenberg | Rodolfo III di Sassonia-Wittenberg        |  |  |       |  |  |                     |  |  |                       |  |
|                                 |                       | Barbara di Sassonia-Wittenberg | Rodolfo III di Sassonia-Wittenberg        |  |  |       |  |  |                     |  |  |                       |  |
|                                 |                       | Barbara di Sassonia-Wittenberg | Barbara di Legnica                        |  |  |       |  |  |                     |  |  |                       |  |
|                                 |                       | Barbara di Sassonia-Wittenberg |                                           |  |  |       |  |  |                     |  |  |                       |  |